# Polymitia laristana
Polymitia laristana là một loài bướm đêm thuộc họ Gracillariidae. Nó được tìm thấy ở Iran, the type locality is miền nam Iran, just phía bắc of Bandar Abbas.